# Castelul Haller din Matei
Castelul Haller este un monument istoric aflat pe teritoriul satului Matei, comuna Matei. În Repertoriul Arheologic Național, monumentul apare cu codul 33667.03.

## Localitatea
Matei, mai demult Mateiu (în maghiară Szentmáté, Máté, în dialectul săsesc Matesdref, Matesdraf și în germană Mathesdorf, Mathiasdorf) este satul de reședință al comunei cu același nume din județul Bistrița-Năsăud, Transilvania, România. Satul e atestat documentar prima dată în 1391, sub numele  Máthé.

## Castelul
E amintit prima dată în 1615, cînd deja exista de o anumită perioadă de timp. În 2001, când primele două încăperi ale pivniței au fost betonate pentru a se deschide un magazin în pivniță, odată cu modificarea treptelor și reparația ușii, a fost găsit și un fragment arhitectonic renascentist. O hartă făcută de armata austriacă arăta pe lângă el și alte construcții, dărâmate la diferite intervale de timp. De-a lungul anilor conacul a servit drept locuință pentru membri ai familiilor nobiliare Bethlen, Karolyi, Lazar. În prezent  găzduiește primăria comunei, consiliul local și căminul cultural. În fața actualului cămin cultural a fost și o fântână arteziană, care în secolul XX. a dispărut sub umplutura adusă în curte, pentru a șterge urma conților msghisri.

## Imagini

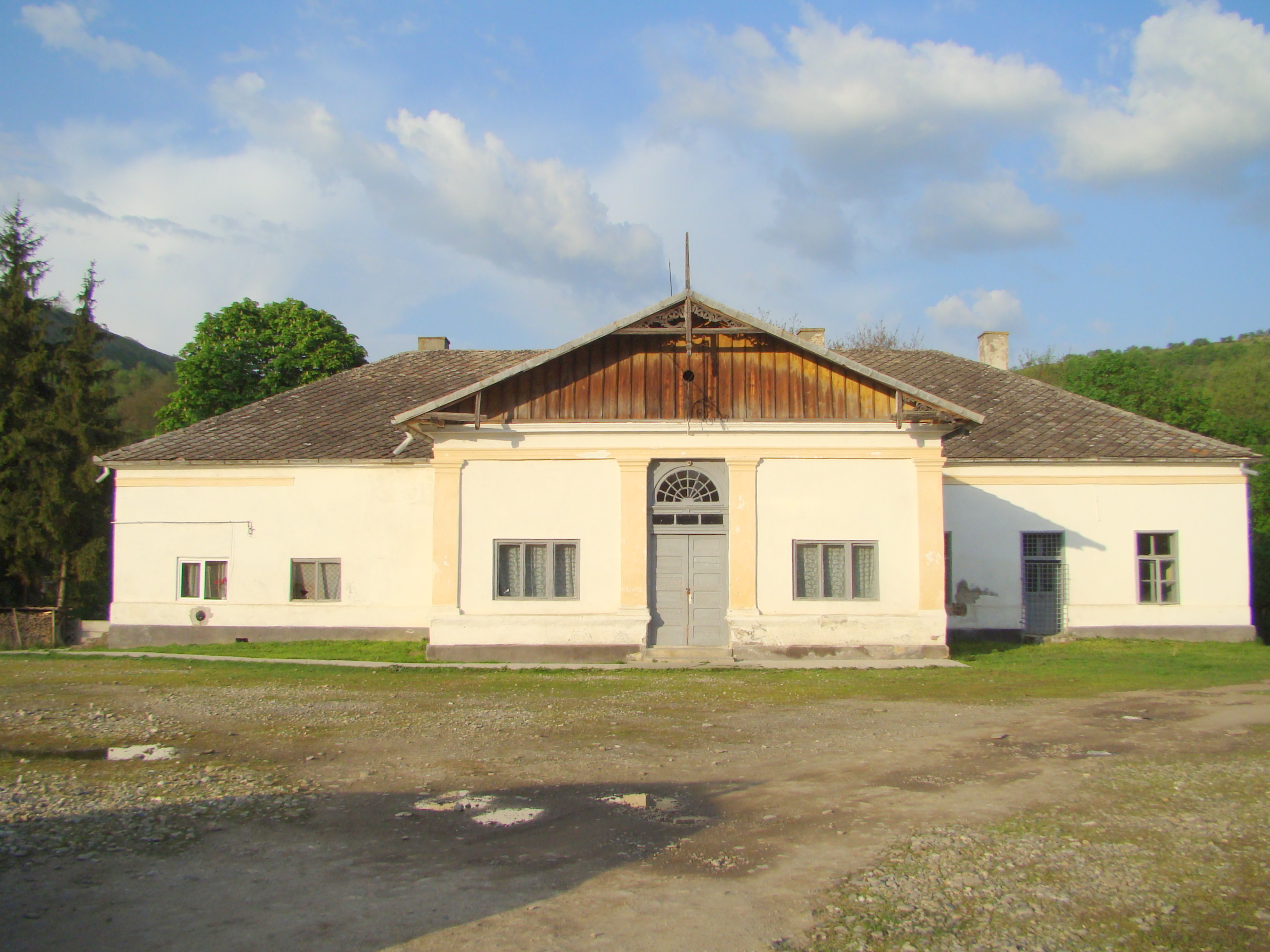
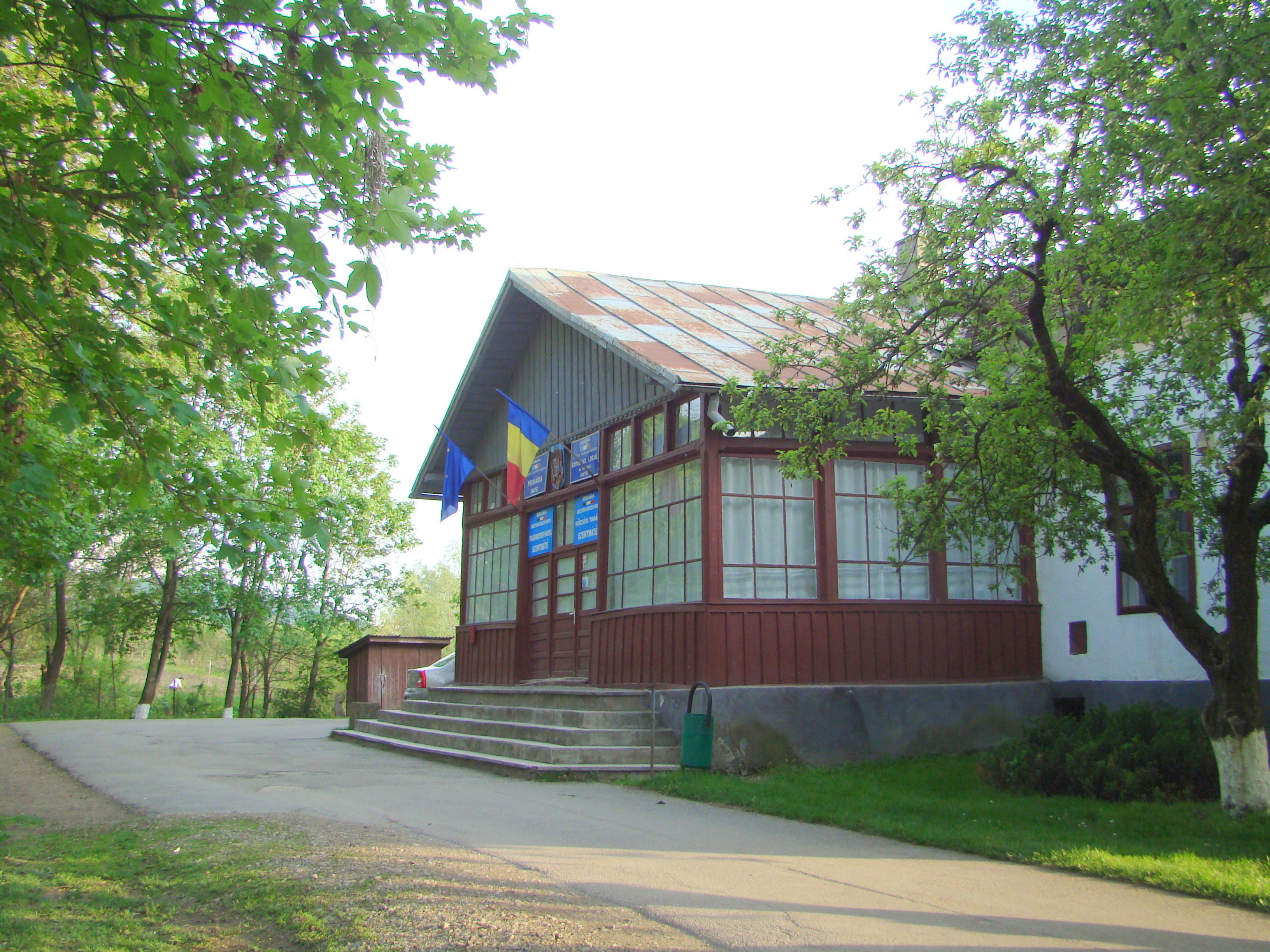
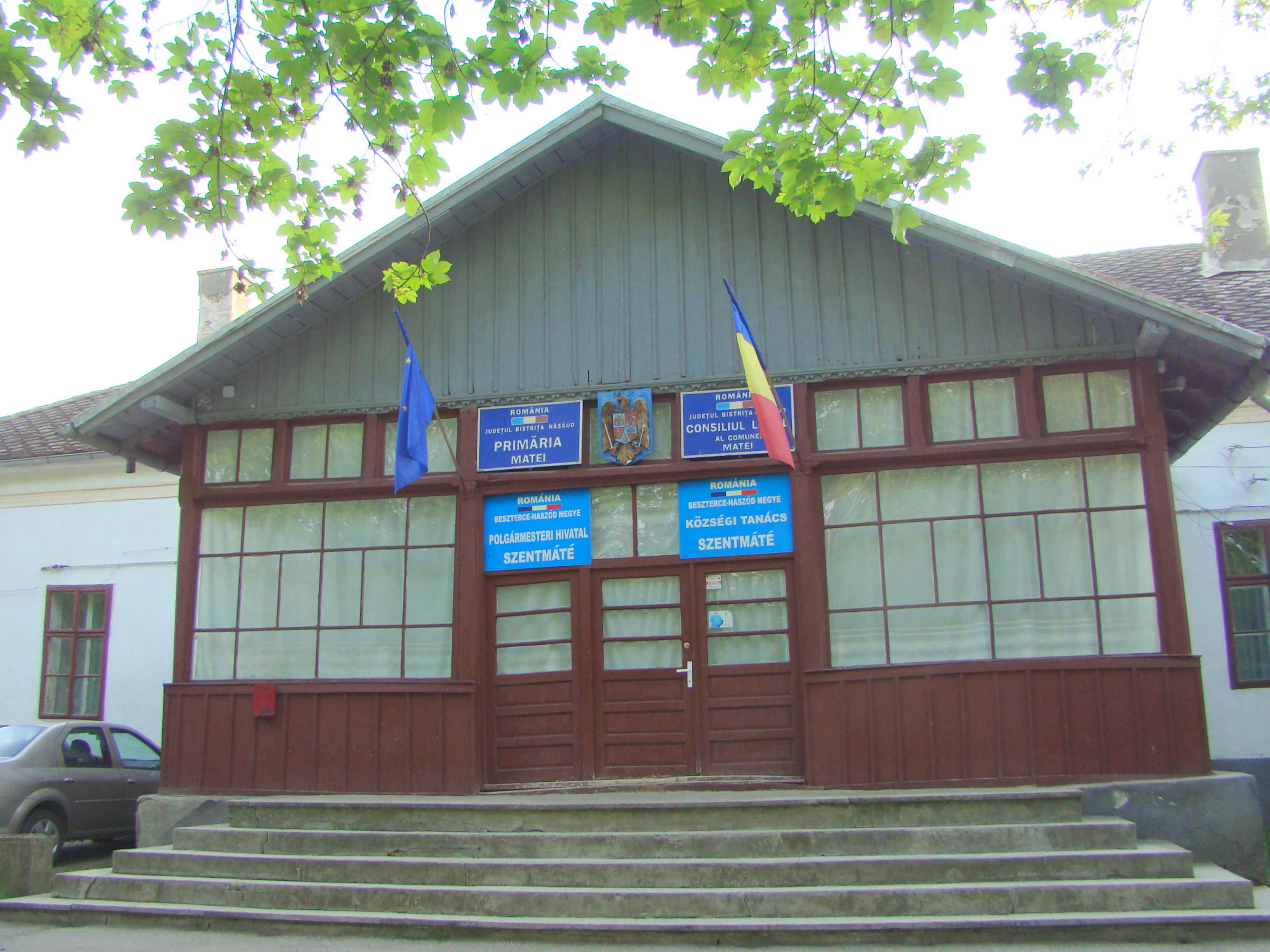
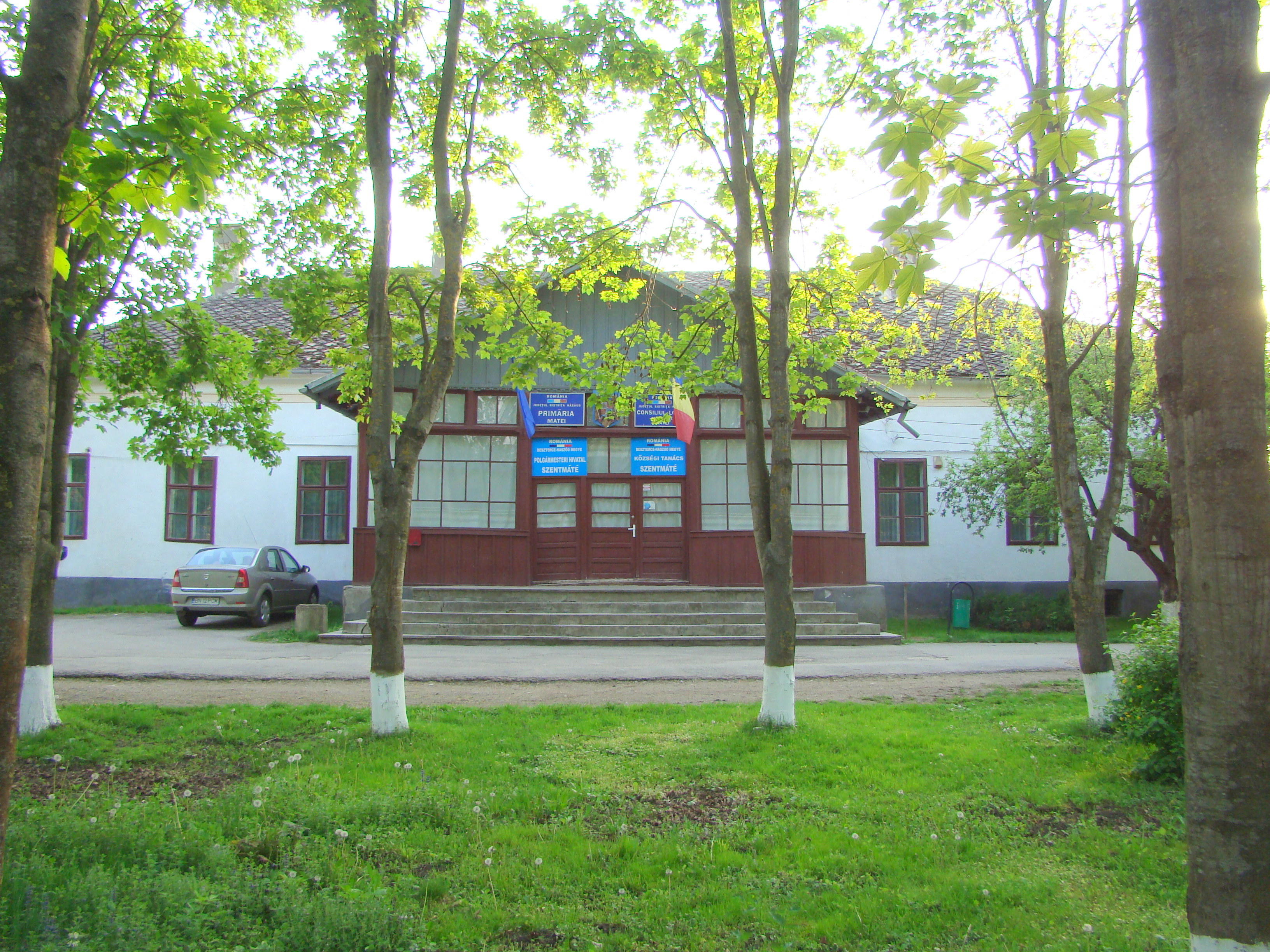
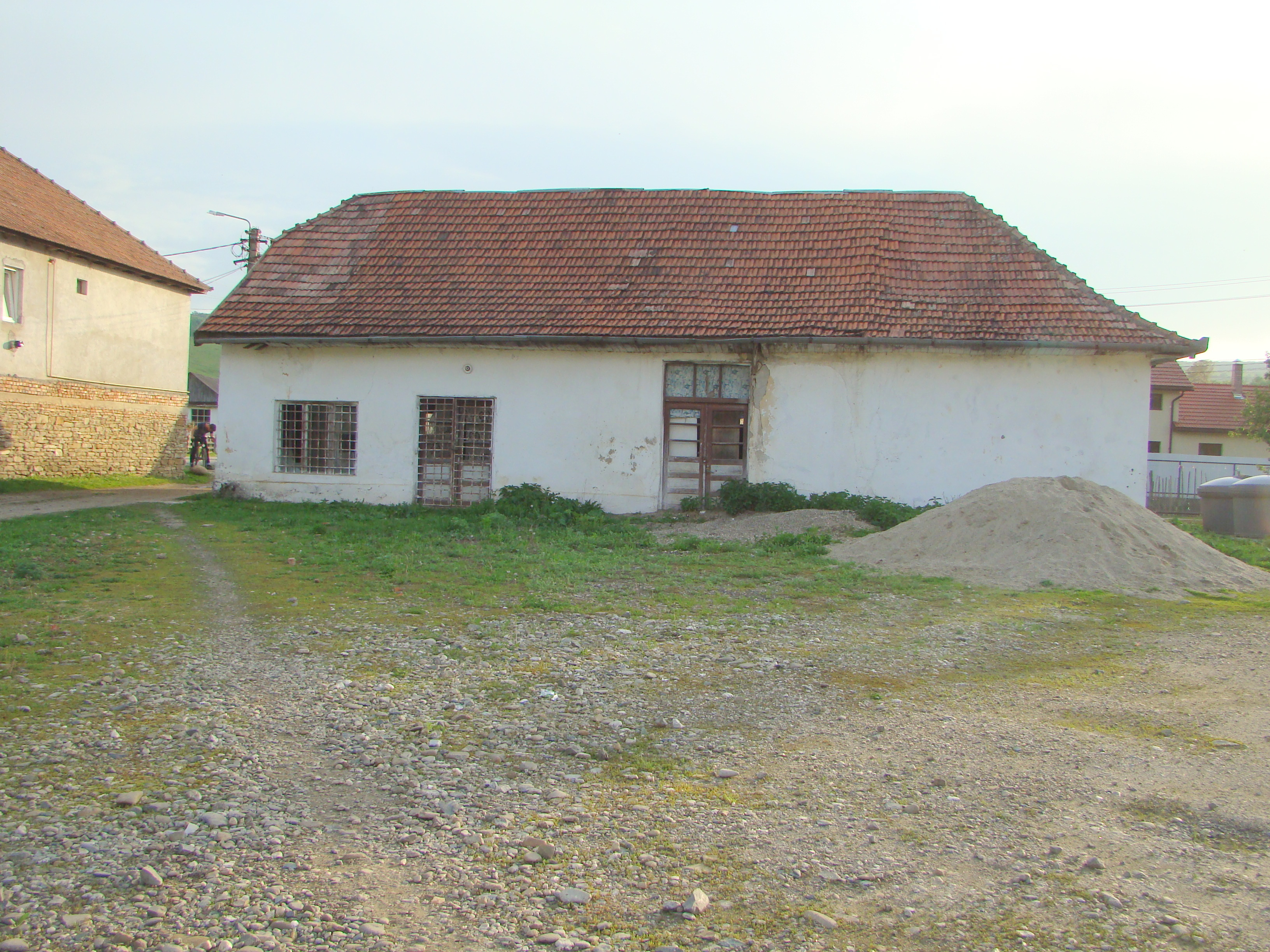
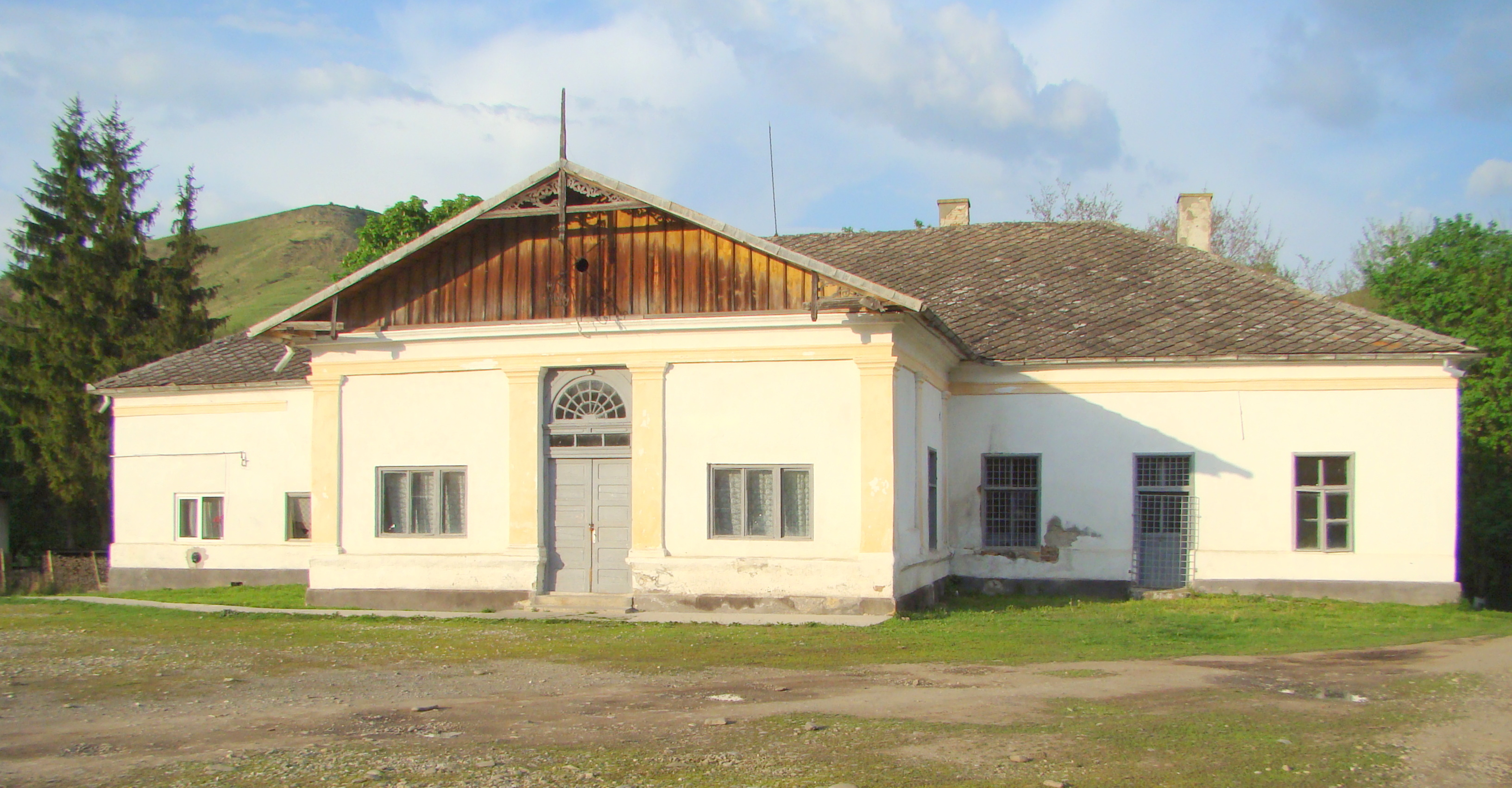
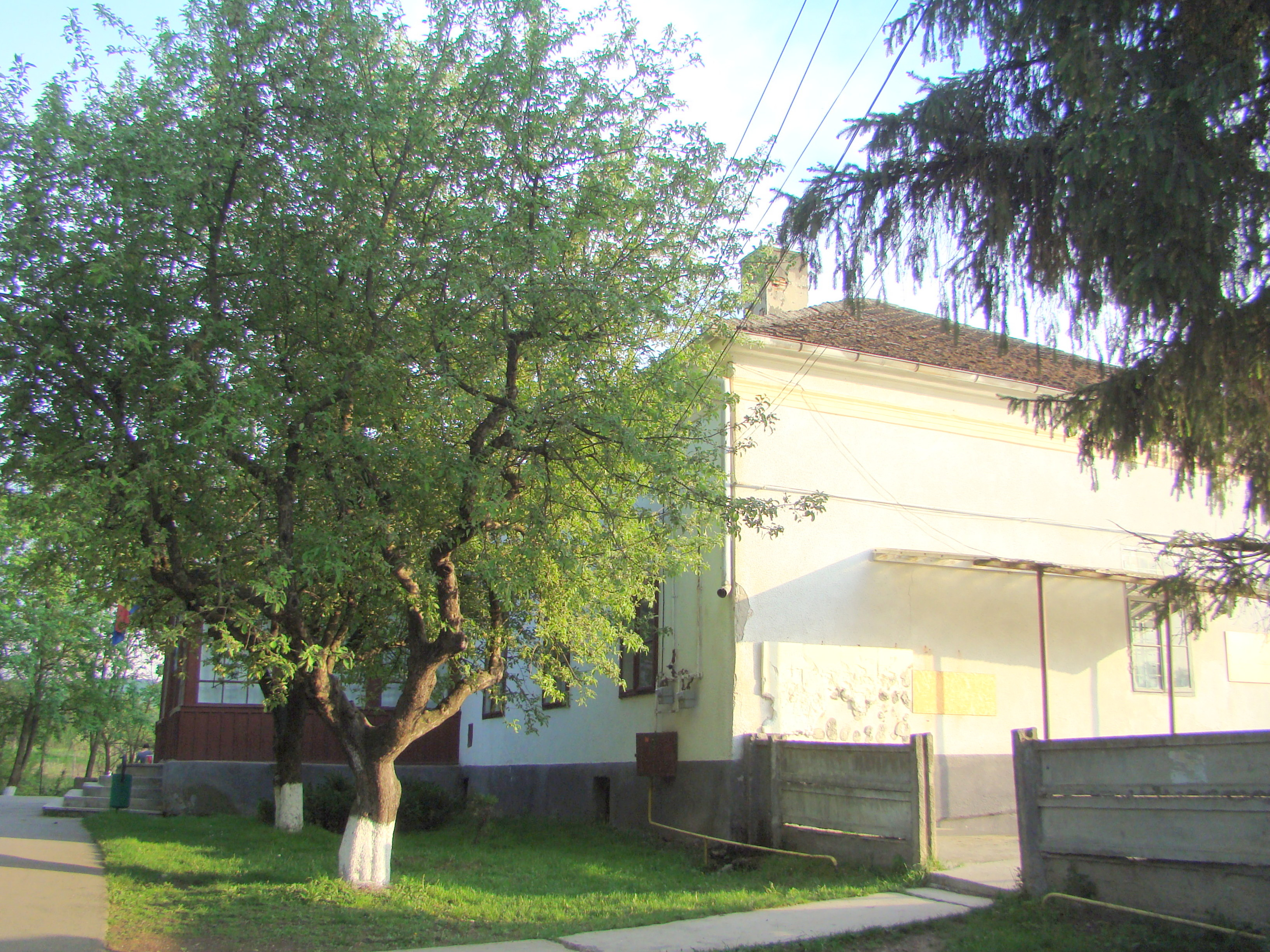
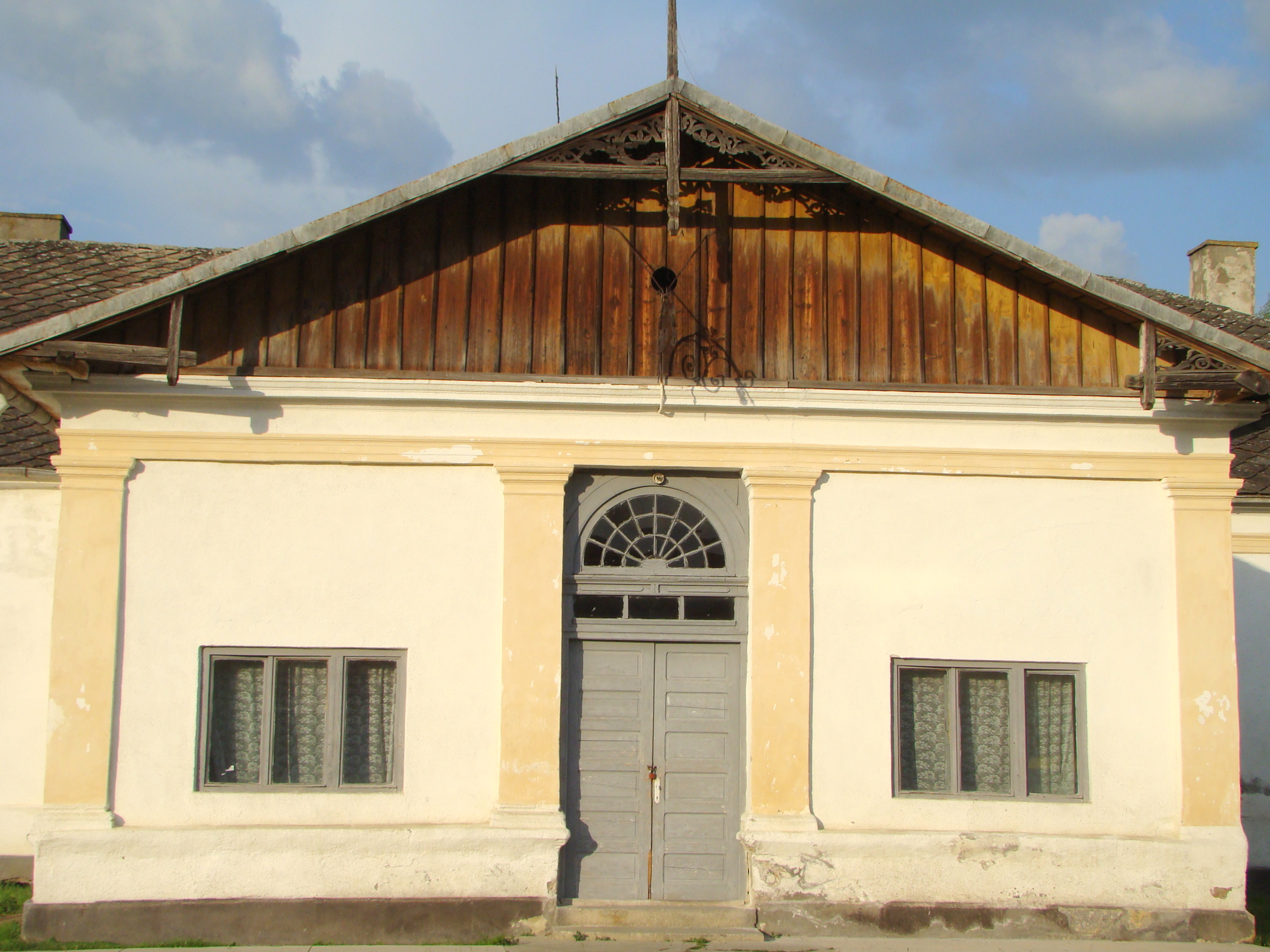

## Vezi și
- Matei, Bistrița-Năsăud